# Château d'Anstrude
Le château d'Anstrude est un château situé à Bierry-les-Belles-Fontaines, dans le département de l'Yonne, en France.

## Description
L'accès se fait par une porte monumentale en fer forgé encadrée par deux pilastres. Le château se compose d'un corps de logis central avec deux tours rondes coiffées d'ardoises, prolongé de chaque côté par une aile plus basse. Le bâtiment est relié à l'église voisine par un passage fermé qui permettait au seigneur et à sa suite d'assister à l'office sans sortir.

## Historique
Le château est construit en 1710 par André François d'Anstruther, seigneur d'origine écossaise. Louis XV francisa son nom en Anstrude, qui deviendra par période le nom de la commune.
L'édifice est inscrit au titre des monuments historiques par arrêté du 12 juin  1946.

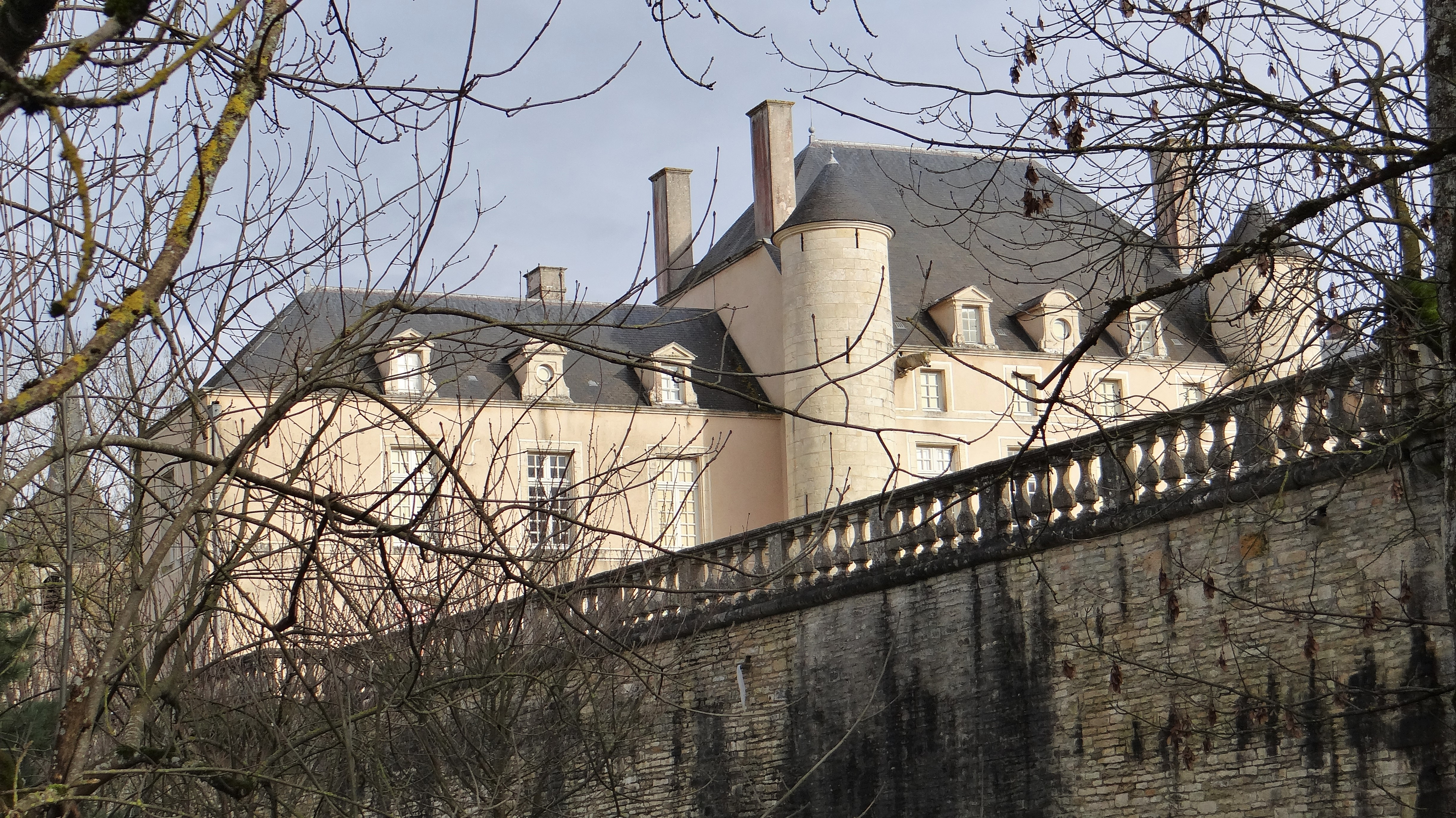
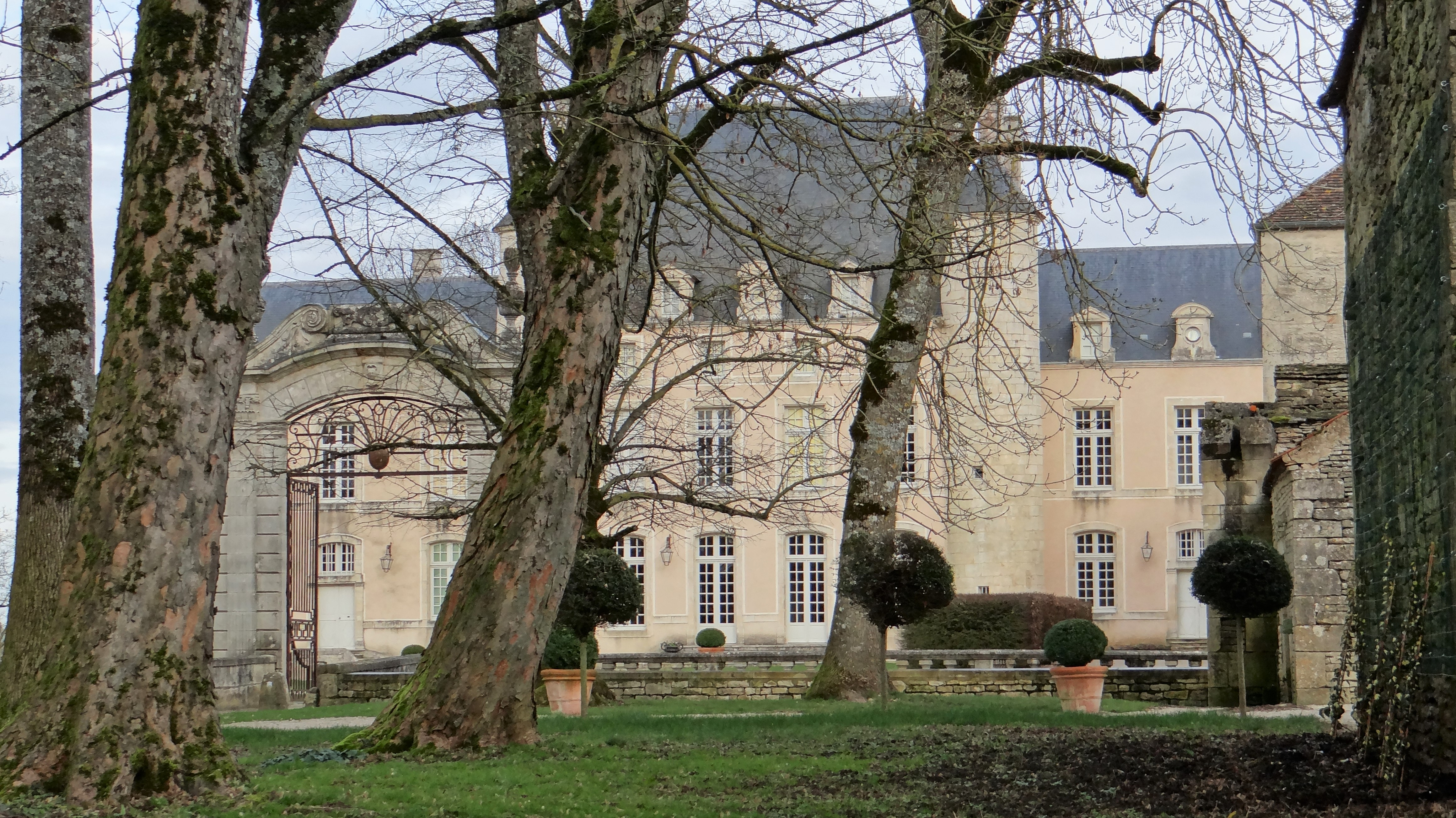
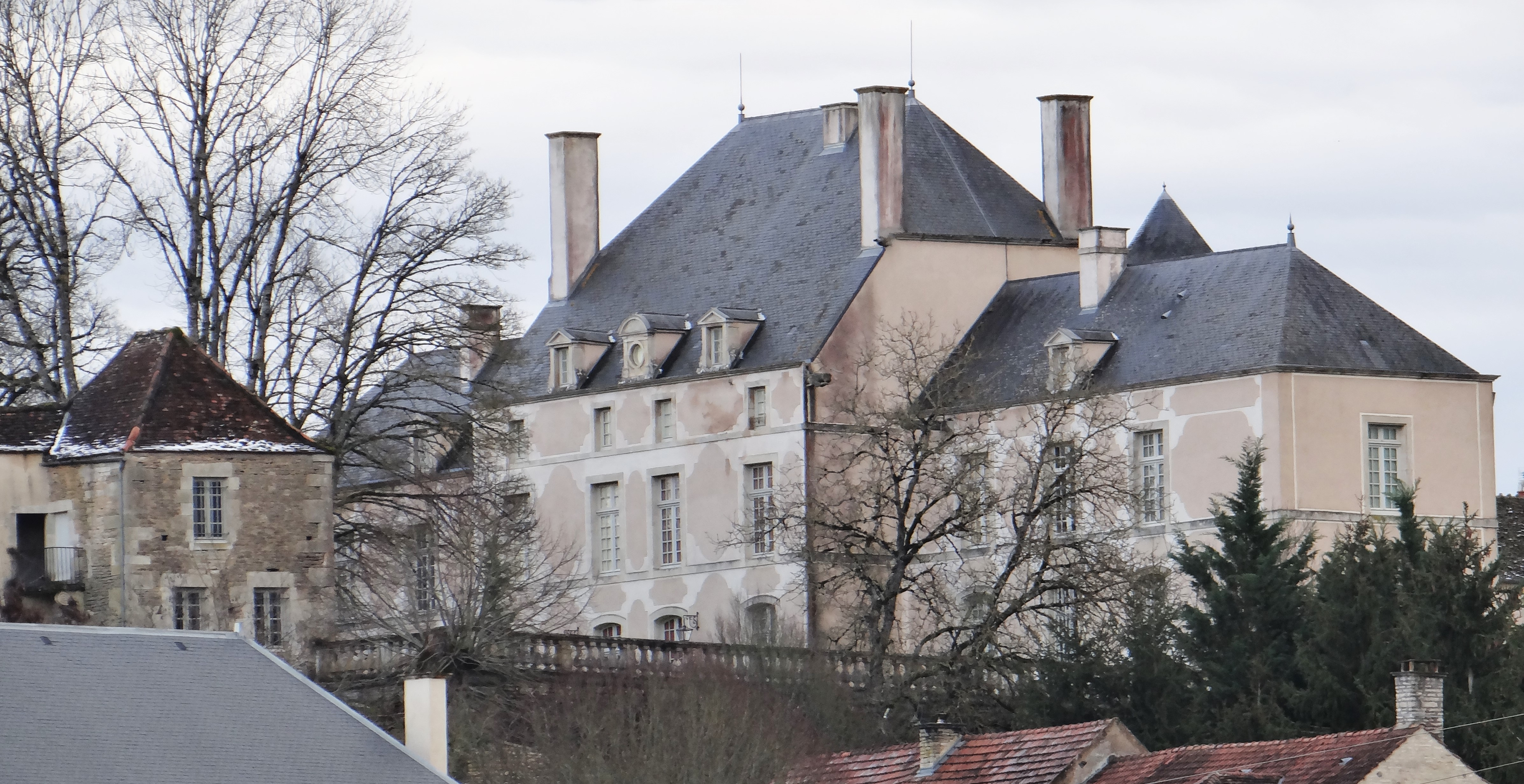
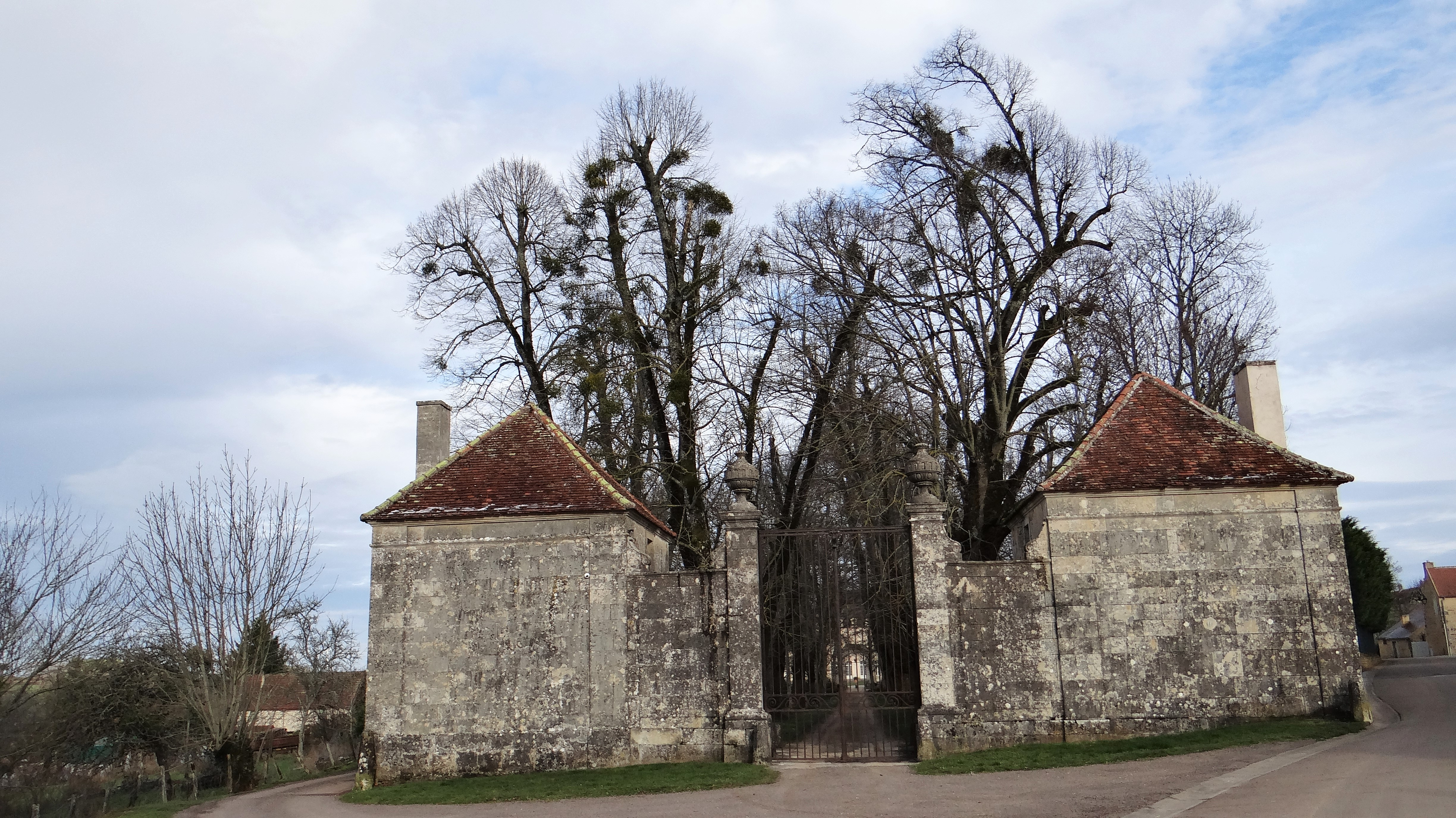
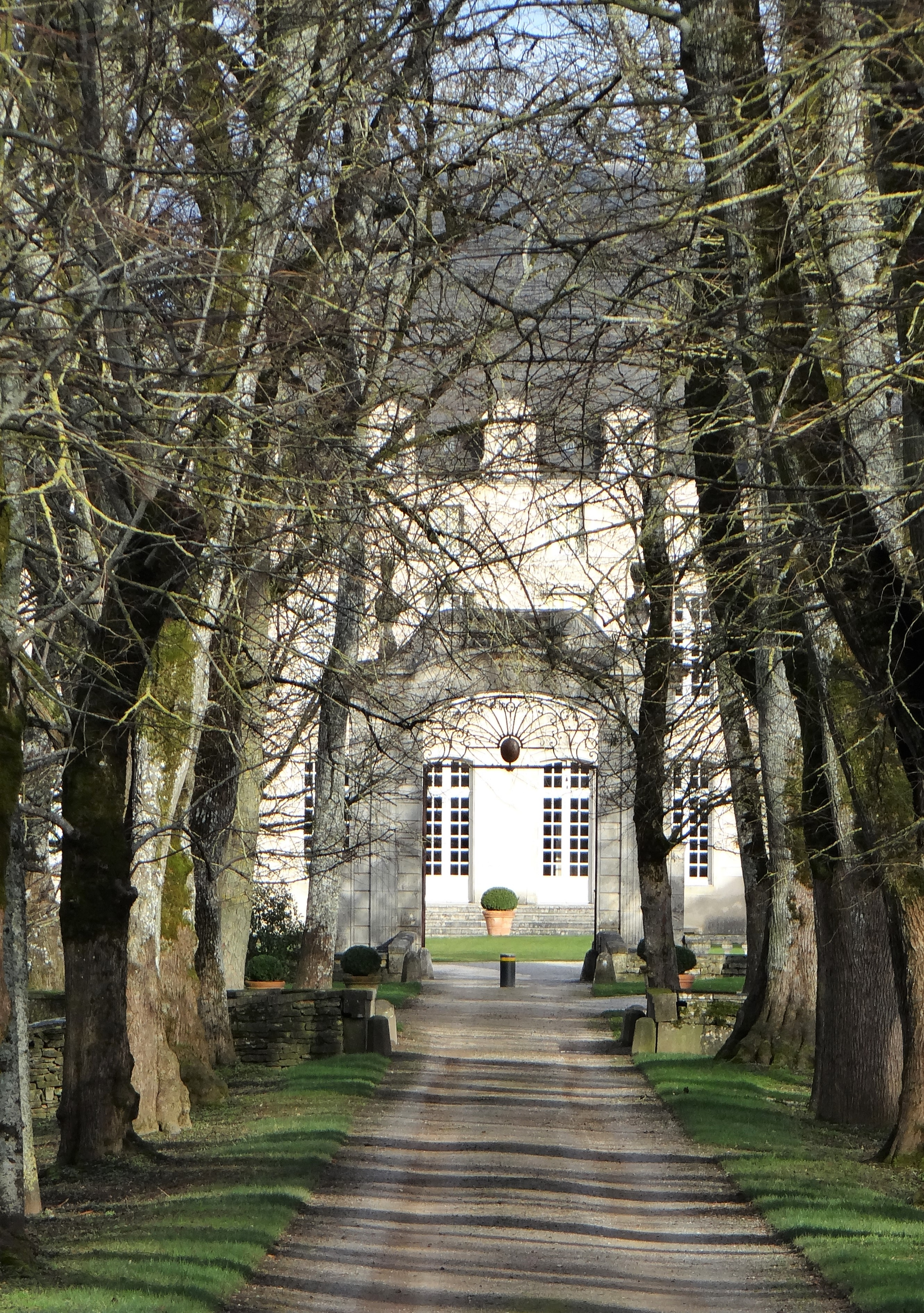

## Terre d'Anstrude
La terre et baronnie d'Anstrude est la même que celle de Bierry. Car le lieu de Bierry a pris le nom d'Anstrude par les lettres du mois d'août 1737, registrées à Dijon le 1er juillet 1738, qui érigent cette terre en baronnie en faveur de François-César d'Anstrude, issu d'une famille noble d'Écosse, et dont le quatrième aïeul, David d'Anstrude, était, en 1337, archer de la Garde écossaise, sous Robert Stuart, maréchal de France. Le baron d'Anstrude a épousé le 7 septembre 1730 Hélène-Thérèse Quarré-d'Augny, fille de François, avocat général au parlement de Dijon.